# Powieści XX wieku
Powieści XX wieku – seria wydawnicza Państwowego Instytutu Wydawniczego ukazująca się od 1957. Seria obejmuje utwory stanowiące największe osiągnięcia literatury powieściowej XX wieku. Zostały one wybrane na podstawie ankiety przeprowadzonej wśród najwybitniejszych polskich pisarzy, krytyków i historyków literatury. Okładki książek w serii zaprojektowała Ewa Frysztak.

## Wydane pozycje
- Absalomie, Absalomie..., William Faulkner, Warszawa: Państwowy Instytut Wydawniczy, 1959.
- Ambasadorowie, Henry James, Warszawa: Państwowy Instytut Wydawniczy, 1963.
- Artamow i synowie, Maksym Gorki, Warszawa: Państwowy Instytut Wydawniczy, 1956.
- Babbitt, Sinclair Lewis, Warszawa: Państwowy Instytut Wydawniczy, 1961.
- Cichy Don. Tom 1–4, Michaił Szołochow, Warszawa: Państwowy Instytut Wydawniczy, 1967.
- Czarodziejska góra. Tom 1–2, Thomas Mann, Warszawa: Państwowy Instytut Wydawniczy, 1961.
- Człowiek, który był czwartkiem, Gilbert Keith Chesterton, Warszawa: Państwowy Instytut Wydawniczy, 1968.
- Dom i świat, Rabindranath Tagore, Warszawa: Państwowy Instytut Wydawniczy, 1958.
- Dola czowiecza, André Malraux, Warszawa: Państwowy Instytut Wydawniczy, 1965.
- Drewniany statek, Hans Henny Jahnn, Warszawa: Państwowy Instytut Wydawniczy, 1969.
- Drogi Wolności: Wiek męski, Jean-Paul Sartre, Warszawa: Państwowy Instytut Wydawniczy, 1957.
- Drogi Wolności: Rozpacz, Jean-Paul Sartre, Warszawa: Państwowy Instytut Wydawniczy, 1958.
- Drogi Wolności: Zwłoka, Jean-Paul Sartre, Warszawa: Państwowy Instytut Wydawniczy, 1958.
- Dzwon Islandii, Halldór Kiljan Laxness, Warszawa: Państwowy Instytut Wydawniczy,1957.
- Dzwony Bazylei, Louis Aragon, Warszawa: Państwowy Instytut Wydawniczy, 1958.
- Dżuma, Albert Camus, Warszawa: Państwowy Instytut Wydawniczy, 1957.
- Grona gniewu, John Steinbeck, Warszawa: Państwowy Instytut Wydawniczy, 1959.
- Hordubal. Meteor. Zwyczajne życie, Karel Čapek, Warszawa: Państwowy Instytut Wydawniczy, 1958.
- Jan Krzysztof, Tom 1–2, Romain Rolland, Warszawa: Państwowy Instytut Wydawniczy, 1959.
- Józef Mak, Jozef Cíger-Hronský, Warszawa: Państwowy Instytut Wydawniczy, 1969.
- Kłębowisko żmij, François Mauriac, Warszawa: Państwowy Instytut Wydawniczy, 1962.
- Komu bije dzwon, Ernest Hemingway, Warszawa: Państwowy Instytut Wydawniczy, 1965.
- Kontrapunkt, Aldous Huxley, Warszawa: Państwowy Instytut Wydawniczy, 1957.
- Krystyna córka Lavransa, Tom 1–3, Sigrid Undset, Warszawa: Państwowy Instytut Wydawniczy, 1958.
- Lampart, Giuseppe Tomasi di Lampedusa, Warszawa: Państwowy Instytut Wydawniczy,1963.
- Lochy Watykanu, André Gide, Warszawa: Państwowy Instytut Wydawniczy, 1962.
- Lord Jim, Joseph Conrad, Warszawa: Państwowy Instytut Wydawniczy, 1960.
- Ludzie jak bogowie, Herbert George Wells, Warszawa: Państwowy Instytut Wydawniczy, 1959.
- Na zachodzie bez zmian, Erich Maria Remarque, Warszawa: Państwowy Instytut Wydawniczy, 1967.
- Miasta i lata, Konstanty Fiedin, Warszawa: Państwowy Instytut Wydawniczy, 1957.
- Ogień. Dziennik pewnego oddziału, Henri Barbusse, Warszawa: Państwowy Instytut Wydawniczy, 1959.
- Pani Dalloway, Virginia Woolf, Warszawa: Państwowy Instytut Wydawniczy, 1959.
- Piotr I. Tom 1–2, Aleksy Tołstoj, Warszawa: Państwowy Instytut Wydawniczy, 1964.
- Pod wulkanem, Malcolm Lowry, Warszawa: Państwowy Instytut Wydawniczy, 1959.
- Poletko Pana Boga, Erskine Caldwell, Warszawa: Państwowy Instytut Wydawniczy, 1959.
- Portret artysty z czasów młodości, James Joyce, Warszawa: Państwowy Instytut Wydawniczy, 1957.
- Proces, Franz Kafka, Warszawa: Państwowy Instytut Wydawniczy, 1957.
- Przygody dobrego wojaka Szwejka. Tom 1–2, Jaroslav Hašek, Warszawa: Państwowy Instytut Wydawniczy, 1957.
- Sedno sprawy, Graham Greene, Warszawa: Państwowy Instytut Wydawniczy, 1958.
- Siódmy krzyż, Anna Seghers, Warszawa: Państwowy Instytut Wydawniczy, 1959.
- Słońce i księżyc. Tom 1–2, Albert Paris Gütersloh, Warszawa: Państwowy Instytut Wydawniczy, 1967.
- W poszukiwaniu straconego czasu. Tom 1–7, Marcel Proust, Warszawa: Państwowy Instytut Wydawniczy, 1965.
- Wilk stepowy, Hermann Hesse, Warszawa: Państwowy Instytut Wydawniczy, 1957.
- Życie Salavina. Tom 1–2, Georges Duhamel, Warszawa: Państwowy Instytut Wydawniczy, 1959.